# Campionati mondiali di sollevamento pesi 2022 - 64 kg femminile
Le gare di sollevamento pesi della categoria fino a 64 kg femminile — pesi medi — dei campionati mondiali del 2022 si sono svolte il 10 dicembre 2022 a Bogotà presso la Gran Carpa Américas Corferias.

## Programma
L'orario indicato corrisponde a quello colombiano (UTC-05:00)
| Data             | Orario | Evento   |
| ---------------- | ------ | -------- |
| 10 dicembre 2022 | 16:30  | Gruppo B |
| 10 dicembre 2022 | 19:00  | Gruppo A |

## Medagliate
Per ciascun esercizio, le prime tre classificate sono le seguenti:
| Esercizio | Oro       | Oro    | Argento            | Argento | Bronzo             | Bronzo |
| --------- | --------- | ------ | ------------------ | ------- | ------------------ | ------ |
| Strappo   | Pei Xinyi | 105 kg | Natalia Llamosa    | 101 kg  | Rattanawan Wamalun | 101 kg |
| Slancio   | Pei Xinyi | 128 kg | Rattanawan Wamalun | 126 kg  | Natalia Llamosa    | 123 kg |
| Totale    | Pei Xinyi | 233 kg | Rattanawan Wamalun | 227 kg  | Natalia Llamosa    | 224 kg |

## Record
Prima di questa competizione, i record mondiali esistenti erano i seguenti:
| Record mondiale | Strappo | Deng Wei | 117 kg | Tianjin, Cina       | 11 dicembre 2019  |
| Record mondiale | Slancio | Deng Wei | 145 kg | Pattaya, Thailandia | 22 settembre 2019 |
| Record mondiale | Totale  | Deng Wei | 261 kg | Pattaya, Thailandia | 22 settembre 2019 |

## Risultati
| Pos. | Atleta                    | Gr. | Peso atleta | Strappo (kg) | Strappo (kg) | Strappo (kg) | Strappo (kg) | Slancio (kg) | Slancio (kg) | Slancio (kg) | Slancio (kg) | Totale |
| Pos. | Atleta                    | Gr. | Peso atleta | 1            | 2            | 3            | Pos.         | 1            | 2            | 3            | Pos.         | Totale |
| ---- | ------------------------- | --- | ----------- | ------------ | ------------ | ------------ | ------------ | ------------ | ------------ | ------------ | ------------ | ------ |
|      | Pei Xinyi (CHN)           | A   | 59.30       | 100          | 103          | 105          |              | 125          | 128          | 135          |              | 233    |
|      | Rattanawan Wamalun (THA)  | A   | 63.90       | 97           | 101          | 104          |              | 126          | 129          | 129          |              | 227    |
|      | Natalia Llamosa (COL)     | A   | 63.80       | 101          | 103          | 104          |              | 121          | 123          | 127          |              | 224    |
| 4    | Ana Lilia Durán (MEX)     | A   | 63.30       | 92           | 96           | 99           | 5            | 122          | 122          | 126          | 5            | 221    |
| 5    | Julieth Rodríguez (COL)   | A   | 64.00       | 99           | 102          | 102          | 4            | 121          | 121          | 124          | 6            | 220    |
| 6    | Sarah Cochrane (AUS)      | A   | 63.10       | 93           | 98           | 101          | 6            | 113          | 113          | 118          | 12           | 211    |
| 7    | Daniela Gherman (SWE)     | A   | 63.40       | 91           | 94           | 96           | 7            | 111          | 114          | 115          | 10           | 211    |
| 8    | Ganzorigiin Anuujin (MGL) | A   | 64.00       | 94           | 94           | 102          | 9            | 115          | 119          | 125          | 9            | 209    |
| 9    | Zoe Smith (GBR)           | A   | 63.80       | 88           | 91           | 91           | 12           | 118          | 122          | 124          | 7            | 209    |
| 10   | Kiana Elliott (AUS)       | B   | 63.10       | 90           | 93           | 95           | 8            | 108          | 108          | 111          | 13           | 206    |
| 11   | Akane Yoshida (JPN)       | B   | 63.50       | 87           | 91           | 91           | 14           | 110          | 115          | 120          | 8            | 202    |
| 12   | Marit Årdalsbakke (NOR)   | B   | 63.90       | 88           | 91           | 94           | 11           | 105          | 105          | 109          | 16           | 196    |
| 13   | Anni Vuohijoki (FIN)      | B   | 64.00       | 87           | 89           | 90           | 13           | 106          | 110          | 111          | 15           | 193    |
| 14   | Alexa Mina (LBN)          | B   | 64.00       | 80           | 83           | 86           | 15           | 100          | 104          | 107          | 17           | 187    |
| 15   | Helena Rønnebæk (DEN)     | B   | 62.80       | 80           | 83           | 86           | 16           | 102          | 106          | 107          | 18           | 185    |
| 16   | Ivana Gorišek (CRO)       | B   | 62.80       | 73           | 77           | 80           | 17           | 88           | 93           | 93           | 19           | 170    |
| 17   | Delice Adonis (GUY)       | B   | 63.30       | 58           | 63           | 66           | 18           | 70           | 75           | 80           | 20           | 141    |
| 18   | Lydia Nakkide (UGA)       | B   | 63.30       | 55           | 60           | 60           | 19           | 70           | 75           | 75           | 21           | 130    |
| —    | Vicky Graillot (FRA)      | A   | 63.60       | 89           | 92           | 94           | 10           | 115          | 116          | 116          | —            | —      |
| —    | Phạm Thị Hồng Thanh (VIE) | A   | 63.40       | 100          | 100          | 101          | —            | 115          | 119          | 123          | 4            | —      |
| —    | Mariia Hanhur (UKR)       | A   | 63.00       | 99           | 99           | 99           | —            | 114          | 118          | 118          | 11           | —      |
| —    | Mako Yamamoto (JPN)       | B   | 62.80       | 88           | 88           | 88           | —            | 106          | 108          | 108          | 14           | —      |
| —    | Alexandra Escobar (ECU)   | B   | 63.70       | —            | —            | —            | —            | —            | —            | —            | —            | —      |